# (500126) 2012 CB16
(500126) 2012 CB16 es un asteroide perteneciente al cinturón de asteroides, descubierto el 3 de febrero de 2012 por el equipo del Pan-STARRS desde el Observatorio de Haleakala, Hawái, Estados Unidos.

## Designación y nombre
Designado provisionalmente como 2012 CB16.

## Características orbitales
2012 CB16 está situado a una distancia media del Sol de 2,381 ua, pudiendo alejarse hasta 2,703 ua y acercarse hasta 2,059 ua. Su excentricidad es 0,135 y la inclinación orbital 1,623 grados. Emplea 1342,65 días en completar una órbita alrededor del Sol.

## Características físicas
La magnitud absoluta de 2012 CB16 es 18.